# Forrest Gander
Forrest Gander (Mojave, 1956) é um poeta, ensaísta, romancista, crítico e tradutor norte-americano.
Nascido no Deserto de Mojave, cresceu na Virgínia, onde frequentou o College of William and Mary, formando-se em geologia, assunto frequentemente mencionado em seus poemas e ensaios. Ele completou o mestrado em literatura e língua inglesa pela San Francisco State University e se mudou para o México, onde começou a organizar os poemas e a traduzir a antologia bilingue Mouth to Mouth: Poems by Twelve Contemporary Mexican Women. Do México, ele se mudou para Eureka Springs, Arkansas, onde trabalhou em uma casa de impressão e, em seguida, para Providence, Rhode Island.
Gander é um United States Artists Rockefeller Fellow e foi bolsista da National Endowment for the Arts, da John Simon Guggenheim Foundation, da Fundação Whiting, e da Fundação Howard. Ele foi também professor no Providence College e na Universidade de Harvard. Atualmente, é professor de inglês e literatura comparada na Brown University, em Rhode Island.

## Publicações
Poesia
- Eye Against Eye (New Directions, 2005)
- The Blue Rock Collection (Salt Publishing, 2004)
- Torn Awake (New Directions, 2001)
- Science & Steepleflower (New Directions, 1998)
- Deeds of Utmost Kindness (University Press of New England, 1994)
- Lynchburg (University of Pittsburgh Press, 1993)
- Rush to the Lake (Alice James Books, 1988) Novelas
- As a Friend (New Directions, 2008) Trabalhos colaborativos
- Twelve X 12:00 (The Nederlands, 2003, collaboration with artist Tjibbe Hooghiemstra)
- Sound of Summer Running (Nazraeli Press, 2005, collaboration with photographer Ray Meeks)

Ensaios
- A Faithful Existence: Reading, Memory and Transcendence (Shoemaker & Hoard, 2005)

Traduções
- Firefly Under the Tongue: Selected Poems of Coral Bracho (New Directions, 2008)
- The Night: A Poem by Jaime Saenz (Princeton University Press, 2007, translation with Kent Johnson)
- No Shelter: Selected Poems of Pura Lopez Colome (Graywolf Press, 2002)
- Immanent Visitor: Selected Poems of Jaime Saenz (University of California Press, 2002, with Kent Johnson)

Antologias
- Mouth to Mouth: Poems by Twelve Contemporary Mexican Women (Milkweed Editions, 1993)

## Prêmios e menções honrosas
- United States Artists Rockefeller Fellowship, 2008
- Guggenheim Foundation Fellowship, 2008
- Howard Foundation Award, 2005
- Pen Translation Fund Award, 2004
- Pushcart Prize, 2000
- Jessica Nobel Maxwell Memorial Prize (from American Poetry Review, 1998)
- Whiting Writer’s Award, 1997
- Gertrude Stein Award in Innovative North American Poetry (1997, 1993)
- Fund for Poetry Award, 1994
- National Endowment for the Arts Fellowship in poetry (1989, 2001)